# Optus D3
Optus D3 ist ein kommerzieller Kommunikationssatellit des australischen Telekommunikations-Unternehmens Optus. Er ist der dritte Satellit der D-Baureihe von Optus-Satelliten.
Er wurde am 21. August 2009 zusammen mit JCSat 12 mit einer Ariane-5-Trägerrakete vom Raumfahrtzentrum Guayana in eine geostationäre Umlaufbahn gebracht.
Der dreiachsenstabilisierte Satellit ist mit 32 Ku-Band-Transpondern (davon 8 Reserve) und zwei 2,3 m großen Antennen ausgerüstet und soll von der Position 156° Ost aus Australien und Neuseeland mit digitalem Fernsehen versorgen. Die Energieversorgung erfolgt von zwei Solarzellenausleger mit jeweils vier Flächen die mit UTJ-Galliumarsenid-Solarzellen arbeiten. Er wurde auf Basis des Star-2.4-Satellitenbus von Orbital Sciences gebaut und hat eine geplante Lebensdauer von 15 Jahren.[veraltet]